# Plagiosiphon multijugus
Plagiosiphon multijugus är en ärtväxtart som först beskrevs av Hermann August Theodor Harms, och fick sitt nu gällande namn av J.Leonard. Plagiosiphon multijugus ingår i släktet Plagiosiphon och familjen ärtväxter. Inga underarter finns listade i Catalogue of Life.